# Acide orthocoumarique
L'acide orthocoumarique, acide 2-coumarique ou  acide orthohydroxycinnamique est un composé phytochimique dérivé de l'acide cinnamique de formule brute C9H8O3. C'est l'isomère ortho de l'acide coumarique. Du fait de sa liaison double, il existe sous la forme de deux isomères cis/trans (Z/E), mais c'est la forme trans qui prédomine en général.

## Occurrence naturelle
L'acide orthocoumarique est un métabolite végétal présent dans la totalité des organismes vivants, des bactéries à l'être humain. Il est présent à la concentration la plus élevée dans quelques aliments, tels que le maïs, le blé dur et les olives, et à une concentration plus faible dans les grenades, les canneberges et les arachides. L'acide 2-hydroxycinnamique a également été détecté, mais non quantifié, dans d'autres aliments tels que les carottes, les graines de soja, le seigle, le pain de seigle et le curcuma.

## Propriétés
L'acide orthocoumarique se présente sous la forme d'une poudre beige qui se décompose vers 217 °C. C'est un acide faible, peu soluble dans l'eau. Sa base conjuguée est le 2-coumarate.

## Biosynthèse
L'acide orthocoumarique et synthétisé dans la nature sous sa forme 2-coumarate par l'action de la 2-coumarate réductase (en) à partir du 3-(2-hydroxyphényl)propanoate et de NAD+ ; cette réaction fait partie du métabolisme de la phénylalanine.